# Distomus hupferi
Distomus hupferi is een zakpijpensoort uit de familie van de Styelidae. De wetenschappelijke naam van de soort is, als Alloeocarpa hupferi, voor het eerst geldig gepubliceerd in 1904 door Michaelsen.